# Soufiane Bidaoui
Soufiane Bidaoui (20 de abril de 1990) é um futebolista profissional marroquino, que atua como meia.

## Carreira
Soufiane Bidaoui fez parte do elenco da Seleção Marroquina de Futebol nas Olimpíadas de 2012.